# Dynamine hoppi
Dynamine hoppi is een vlinder uit de familie Nymphalidae. De wetenschappelijke naam van de soort is voor het eerst geldig gepubliceerd in 1926 door Erich Martin Hering.